# Bronschhofen
Bronschhofen ist eine Ortschaft in der politischen Gemeinde Wil im Ostschweizer Kanton St. Gallen. Sie bildete bis am 31. Dezember 2012 eine eigene politische Gemeinde, zu der auch Rossrüti gehörte.

## Geographie
Bronschhofen befindet sich nördlich der Stadt Wil SG. Die Ortschaft besteht aus dem Dorf Bronschhofen, den Weilern Maugwil und Trungen und dem Wallfahrtsort Dreibrunnen.

## Geschichte

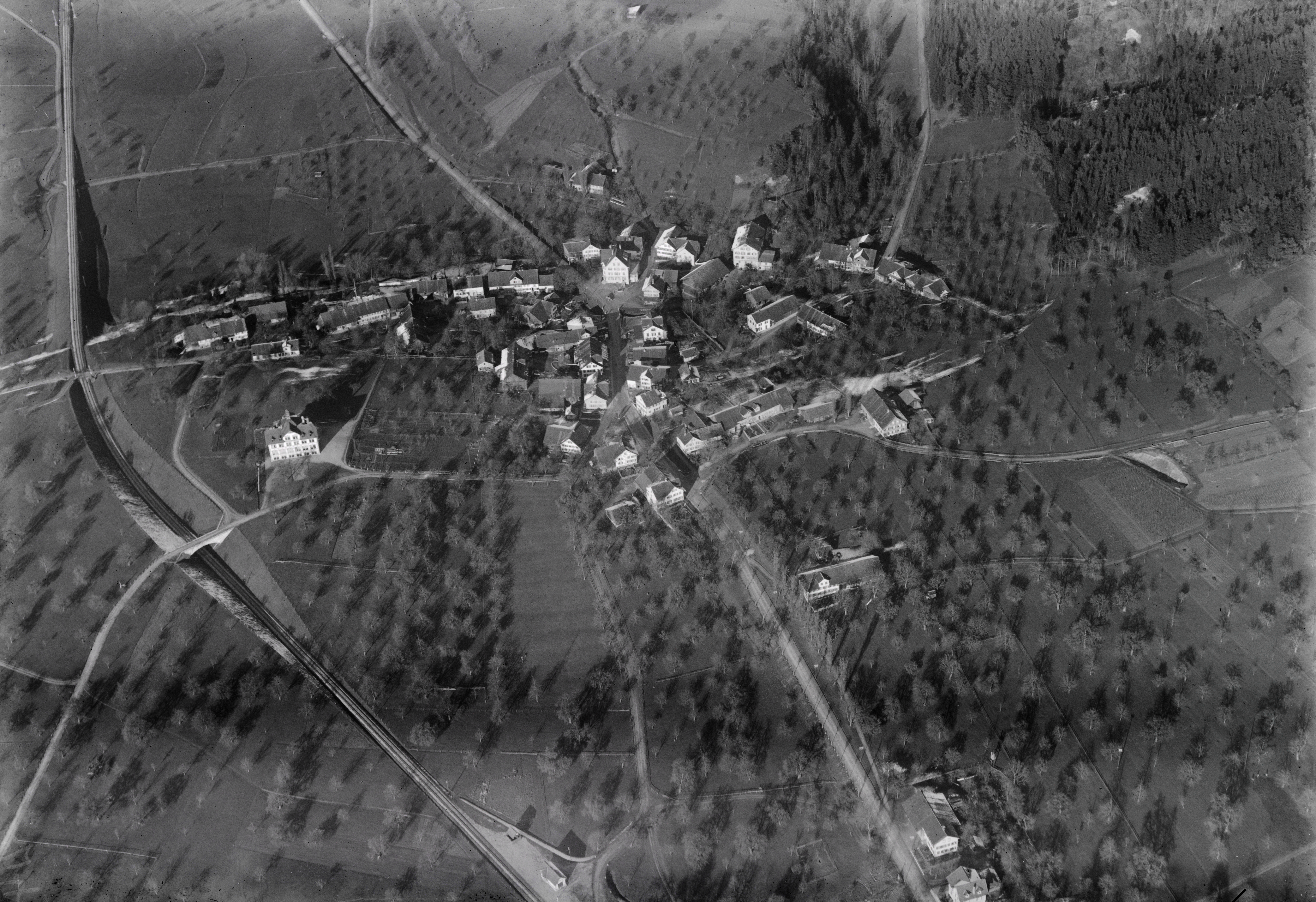
Luftbild von Walter Mittelholzer, 1923

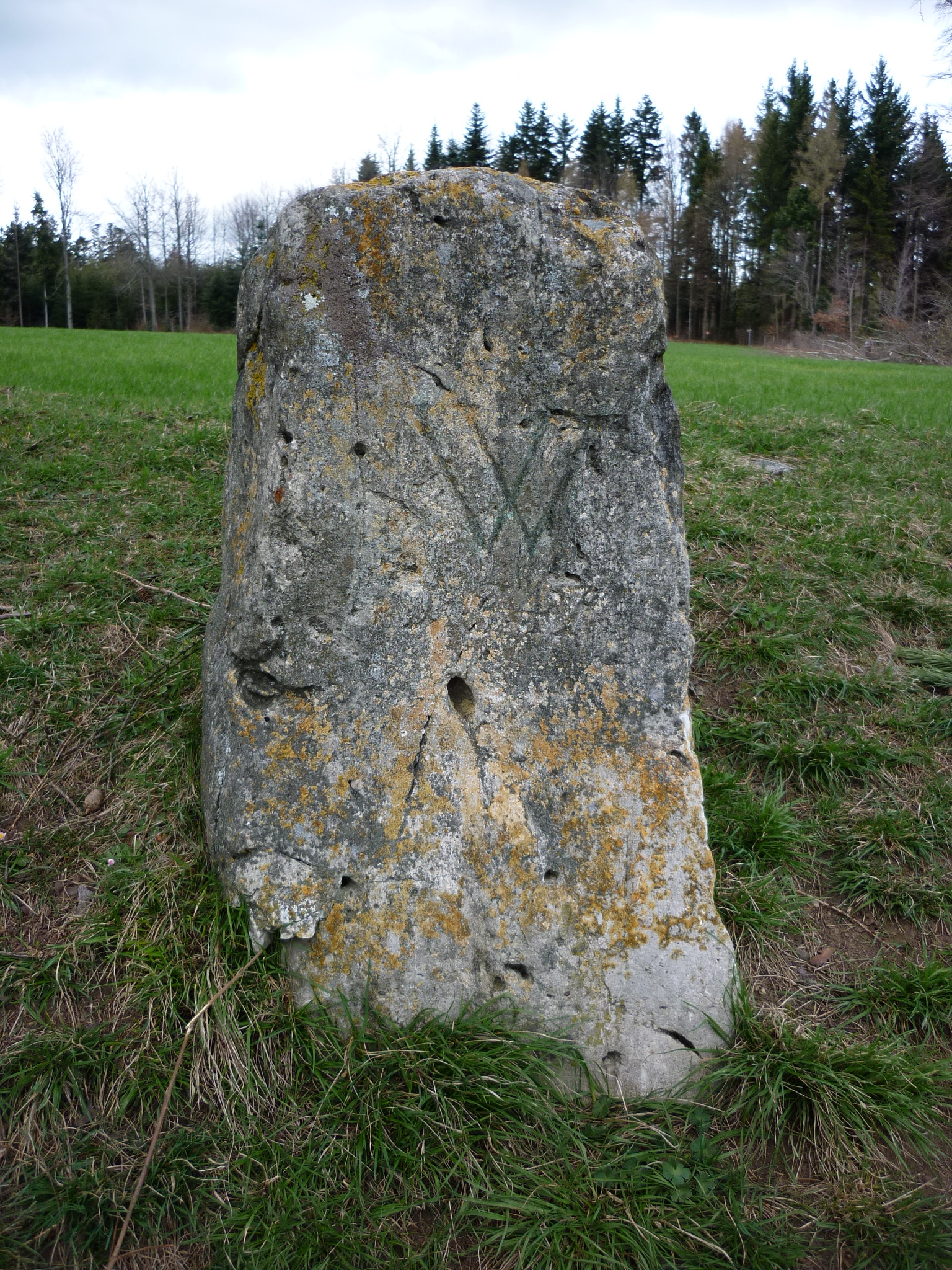
Grenzstein von 1647 zwischen dem Stadtgericht Wil und dem Niedergericht des Schneckenbundes

Im Gärtensbergwald wurden Funde aus der Bronzezeit wie auch eine Römerstrasse entdeckt. Bronschhofen wurde 796 erstmals unter dem Namen Pramolveshova erwähnt. 859 gelangte Bronschhofen in den Besitz des Klosters St. Gallen. 1495 regelte der Abt die Rechte und Pflichten zwischen dem Kloster und den bisher selbständigen Höfen und Niedergerichten Trungen, Bronschhofen und Rossrüti in einer gemeinsamen Offnung. Diese erhielten damit erstmals eine Verfassung und wurden zu einem Verwaltungsbezirk zusammengefasst, der später den Namen Schneckenbund erhielt. Vom 15. bis 18. Jahrhundert stand der Schneckenbund bei politischen und kriegerischen Auseinandersetzungen stets auf der Seite des Klosters St. Gallen.
Mit der Gründung des Kantons St. Gallen wurde Schneckenbund in Wil eingegliedert, ein Jahr später aber eine eigenständige politische Gemeinde. 1817 erfolgte die Umbenennung von Schneckenbund in Bronschhofen. Bis ungefähr 1870 wurde vorwiegend Ackerbau betrieben, danach verlagerte sich die landwirtschaftliche Produktion in Milch- wie auch Fleischproduktion. 1911 erhielt Bronschhofen Anschluss an die Mittelthurgaubahn. Seit 1969 befindet sich ein Armee-Motorfahrzeugpark in Bronschhofen. Seit dem Zweiten Weltkrieg erlebte Bronschhofen einen wirtschaftlichen Aufschwung und ist heute eine der schnellstwachsenden Gemeinden im Kanton St. Gallen (vgl. Bevölkerung).
Am 3. Juli 2011 beschlossen die Stimmbürger von Bronschhofen und Wil mit einem Ja-Stimmen-Anteil von 78,3 bzw. 63,2 Prozent die Fusion zu einer neuen politischen Gemeinde Wil auf den 1. Januar 2013.

## Wappen

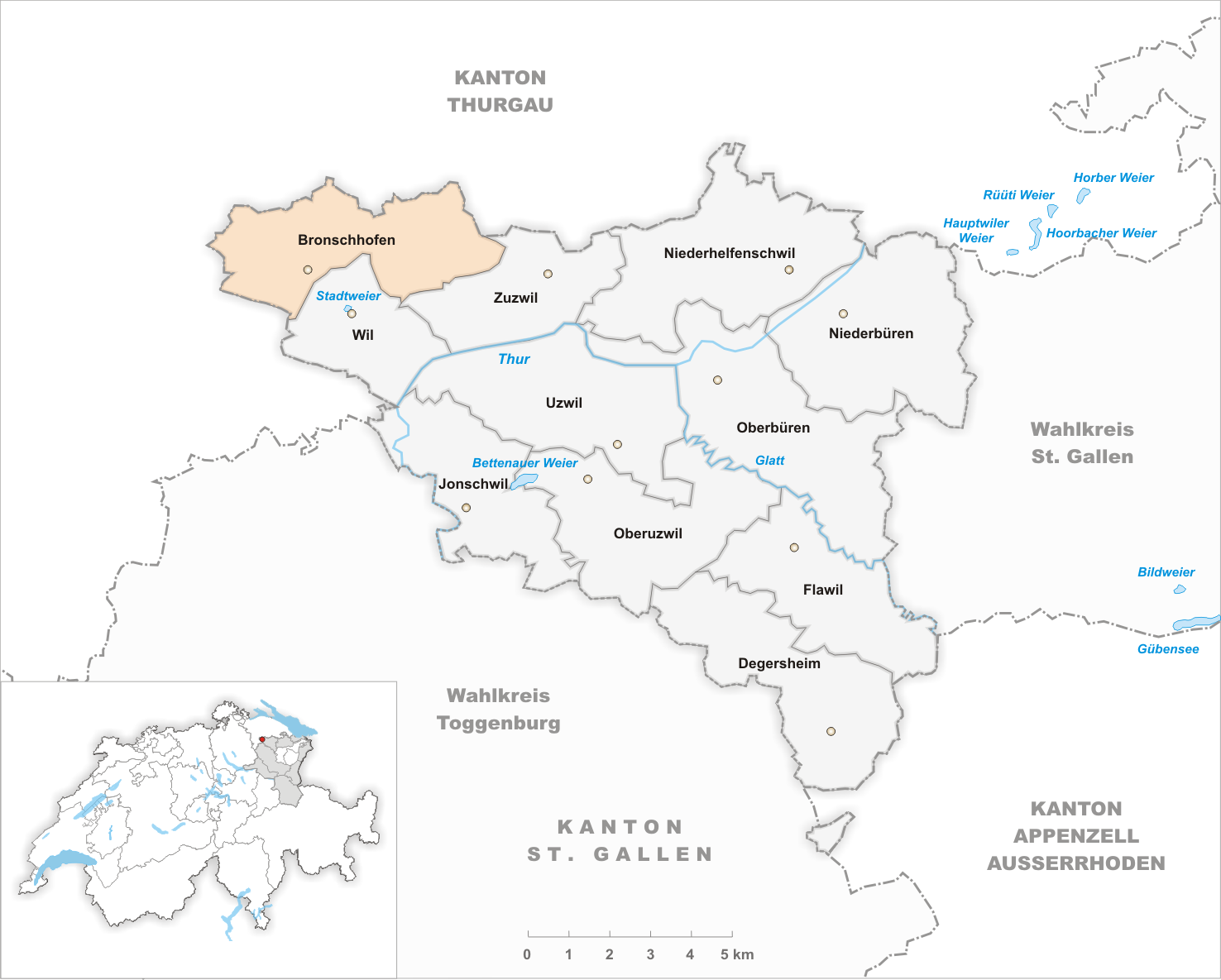
Gemeindestand vor der Fusion im Jahr 2013

Blasonierung: In Schwarz ein goldenes Ammonschneckenhaus
Das Wappen erinnert an die über 500-jährige Geschichte des Schneckenbundes.

## Bevölkerung
| Jahr      | 1837  | 1850  | 1900  | 1950  | 1970  | 2000  | 2010 |
| Einwohner | 1025  | 1073  | 1164  | 1430  | 2308  | 4297  | 4584 |
| Quelle    | [ 3 ] | [ 3 ] | [ 3 ] | [ 3 ] | [ 3 ] | [ 3 ] |      |

Am 1. Juli 2022 hatte die Ortschaft Bronschhofen 4041 Einwohner.

## Wirtschaft
Der Schwerpunkt der Bronschhofer Industrie ist die Elektronikbranche. Unter anderem sind Swisstronics (ehemals Siemens AG), die Speichermodulherstellerin Swissbit sowie die ATRON Systems AG (Fahrgeld-Management-, itcs- und Telematiksysteme für den ÖV) dort ansässig.
Unternehmen wie Thyssenkrupp Schweiz, Schmolz & Bickenbach Schweiz und Fitness Island Schweiz haben ihren Schweizer Hauptsitz in Bronschhofen. Das deutsche Unternehmen Stihl betreibt seit 2008 ein Kettenwerk in Bronschhofen.

## Verkehr
Der Ort liegt an der Hauptstrasse Wil–Märstetten–Konstanz und hat mit Bronschhofen und Bronschhofen AMP zwei Haltestellen an der Bahnstrecke Wil–Weinfelden. WilMobil erschliesst die Ortschaft zudem mit den Buslinien Wil–Braunau und Wil–Bronschhofen Himmelrich.

## Katholisches Pfarreiheim
Das 1996 bis 1998 nach Plänen des Wiler Architekturbüros Angehrn & Spiess erbaute katholische Pfarreiheim Franziskus und Klara an der Bahnhofstrasse verfügt über einen erweiterbaren Begegnungsraum für liturgische Anlässe, Konzerte und Bankette und bietet bis zu 250 Personen Platz. Das Chorwandbild vom ewigen Gastmahl in der Kapelle wurde vom Schweizer Kunstmaler Roman Candio (Zihlschlacht-Sitterdorf) geschaffen. Die Marienstatue in der Kapelle gestaltete der Bildhauer Werner Ignaz Jans (Winterthur). Auf dem kleinen Vorplatz zum Pfarreiheim befindet sich ein Brunnen des Plastikers Toni Calzaferri (Brigels).

## Sehenswürdigkeiten
Die Rokoko-Wallfahrtskirche Maria Dreibrunnen im Südwesten der Gemeinde (seit 1965 unter Denkmalschutz, mit einem Deckengemälde von Jakob Josef Müller (1762) und einer Orgel von Mathis Orgelbau von 2024) ist ein Kulturgut von nationaler Bedeutung und steht auf der Liste der Kulturgüter in Wil SG.

## Persönlichkeiten
- Paul Fässler (1901–1983), Fussballspieler.
- August Flammer (* 1938), Psychologe, ordentlicher Professor Universität Bern.
- Josef Flammer (* 1948), Augenarzt, ordentlicher Professor Universität Basel.
- Stefan Kölliker (* 1970), Politiker (SVP), Regierungsrat, lebt in Bronschhofen.
- Martin Welzel (* 1972), Musiker, Hauptorganist der Stadtkirche St. Nikolaus in Wil, lebt in Bronschhofen.

## Bilder

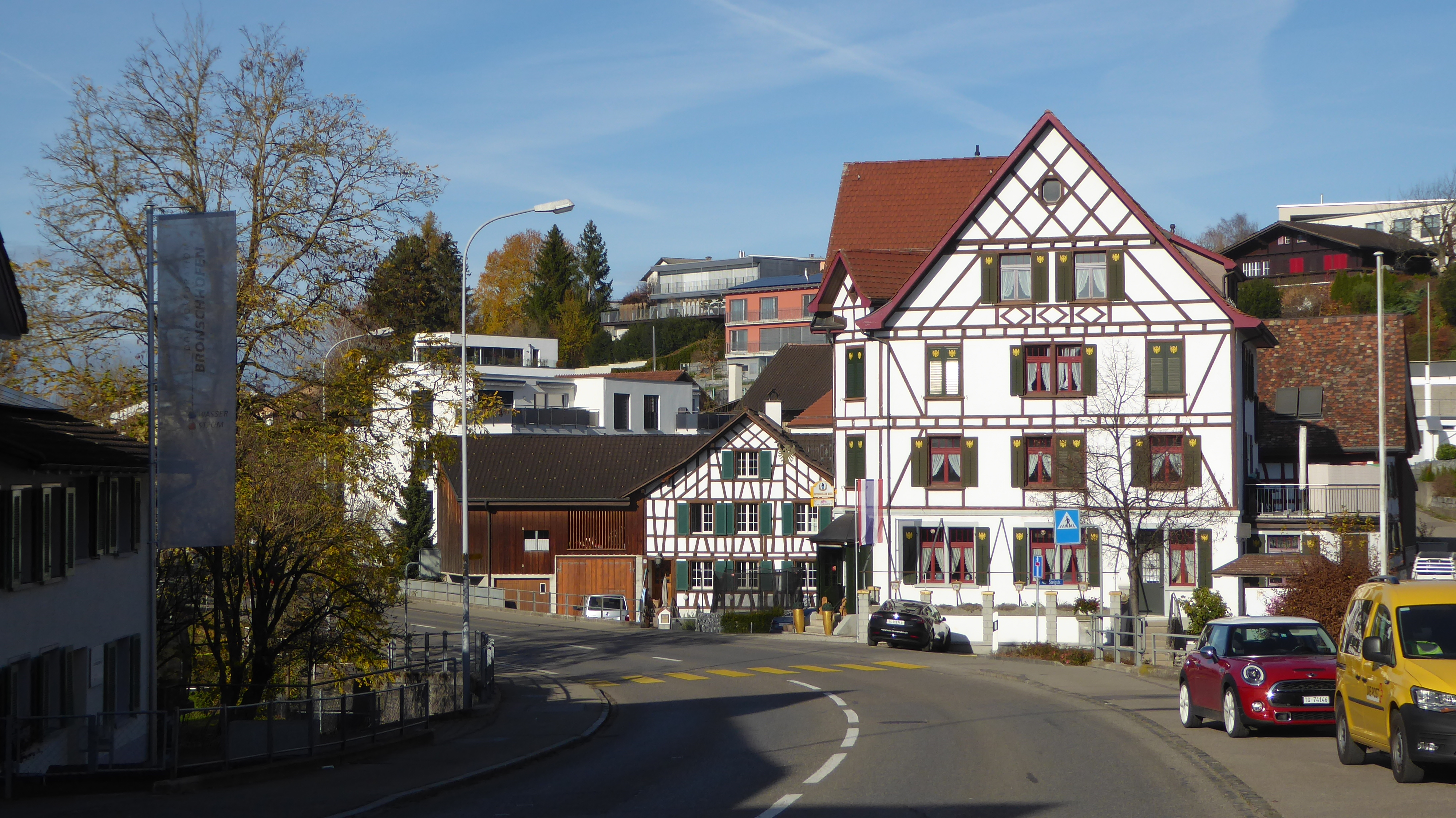
Dorfzentrum (2020)
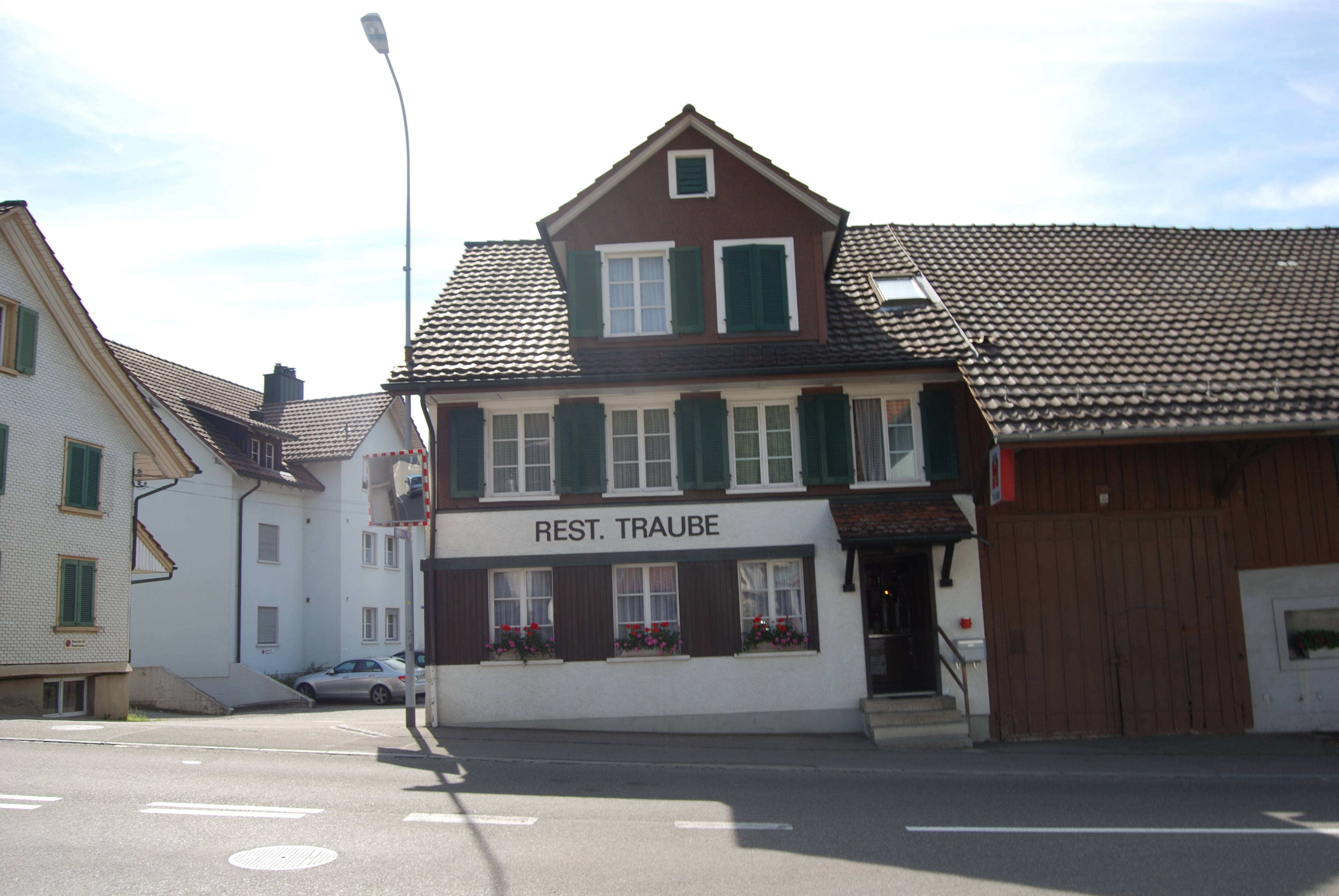
Restaurant «Traube» (2011)
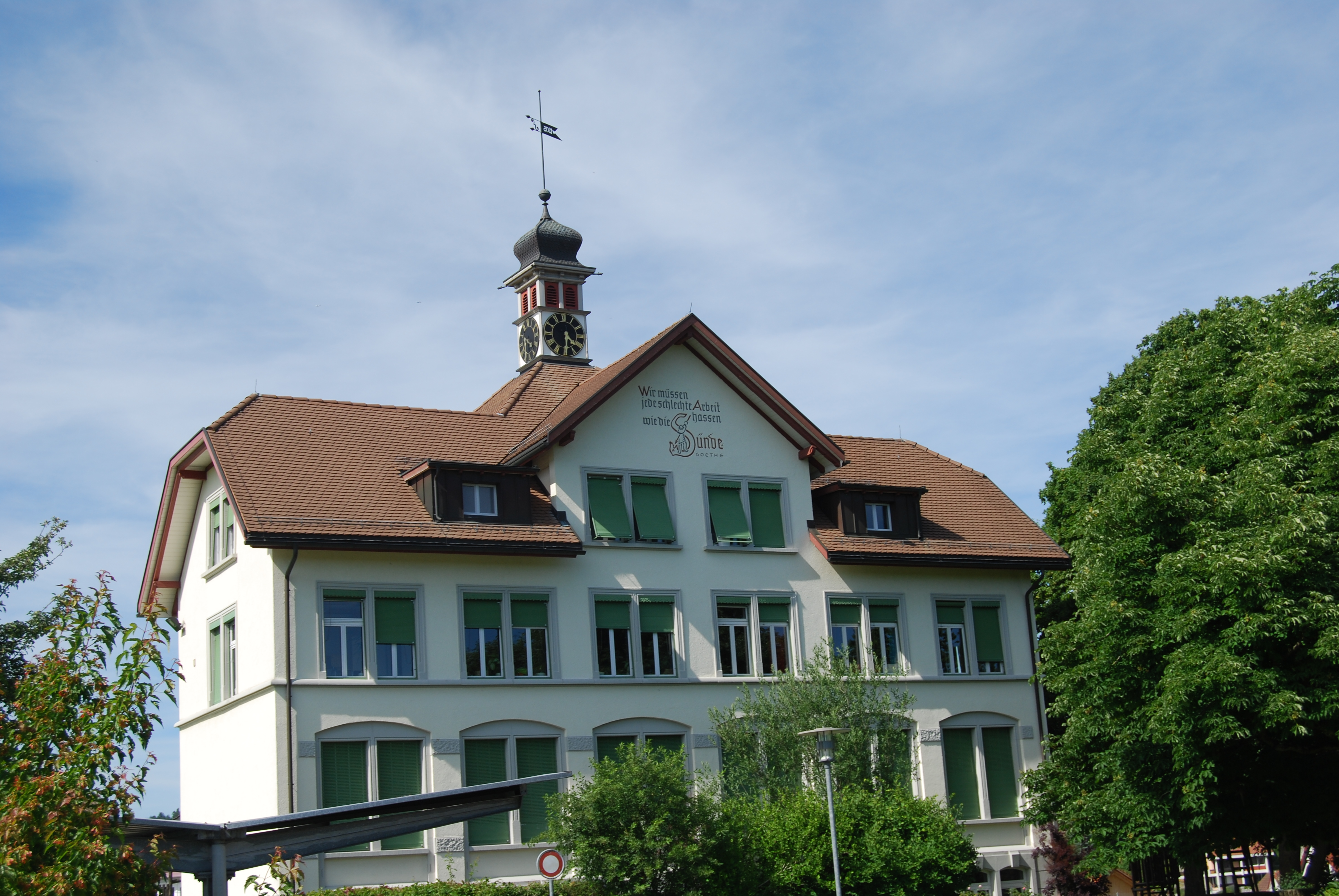
Altes Schulhaus (2011)
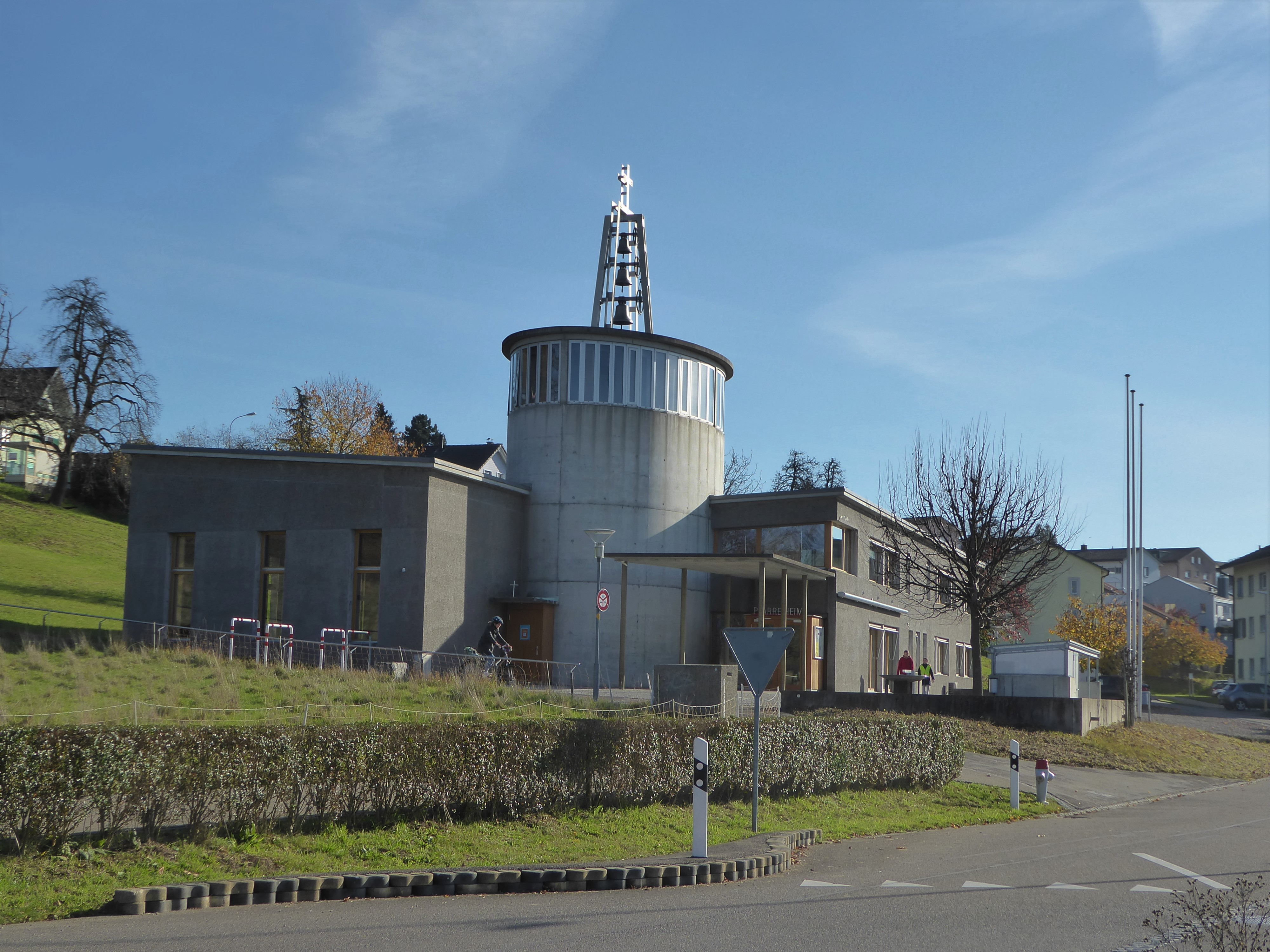
Pfarreiheim Franziskus und Klara (2020)
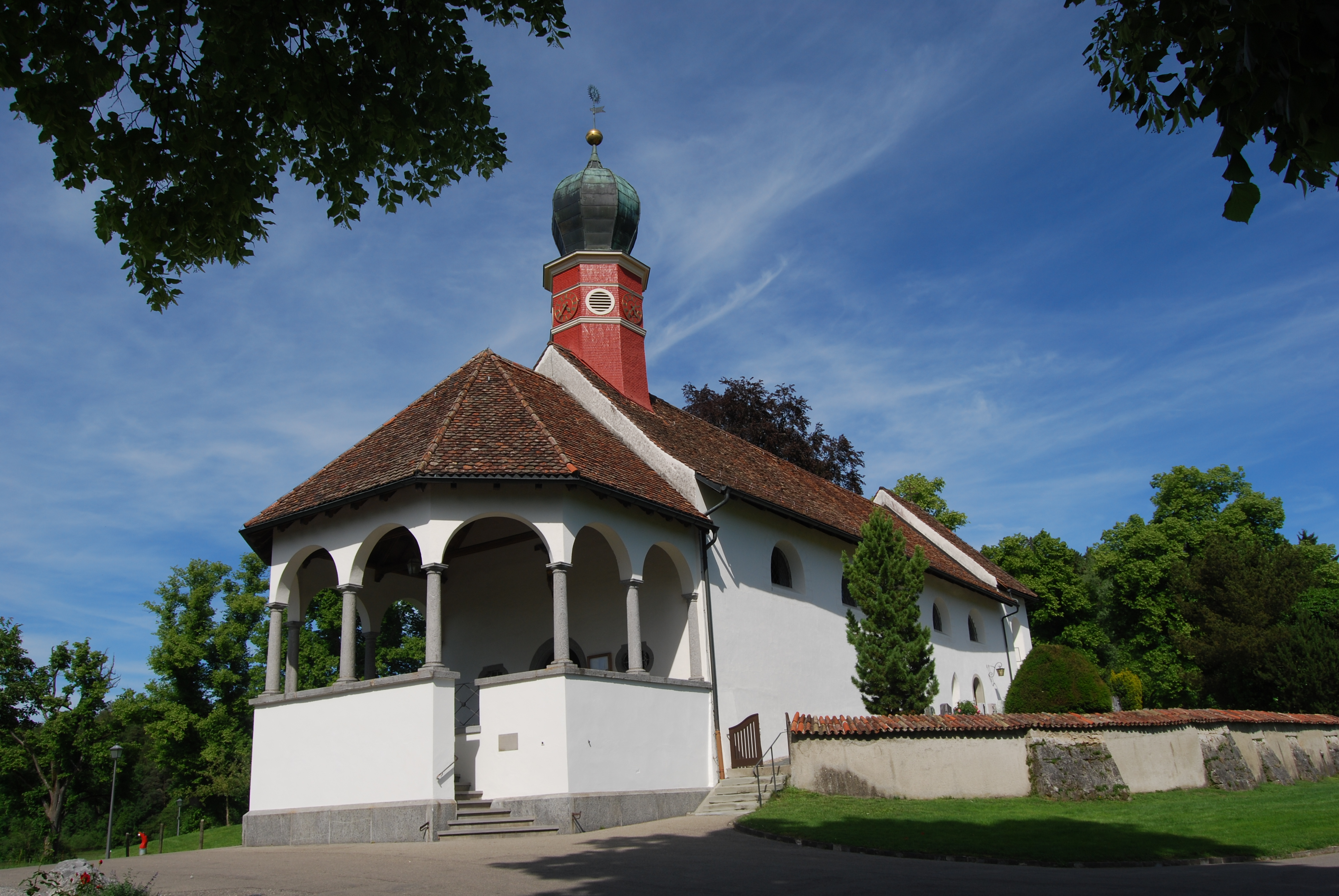
Wallfahrtskirche Maria Dreibrunnen (2010)